# Галактика

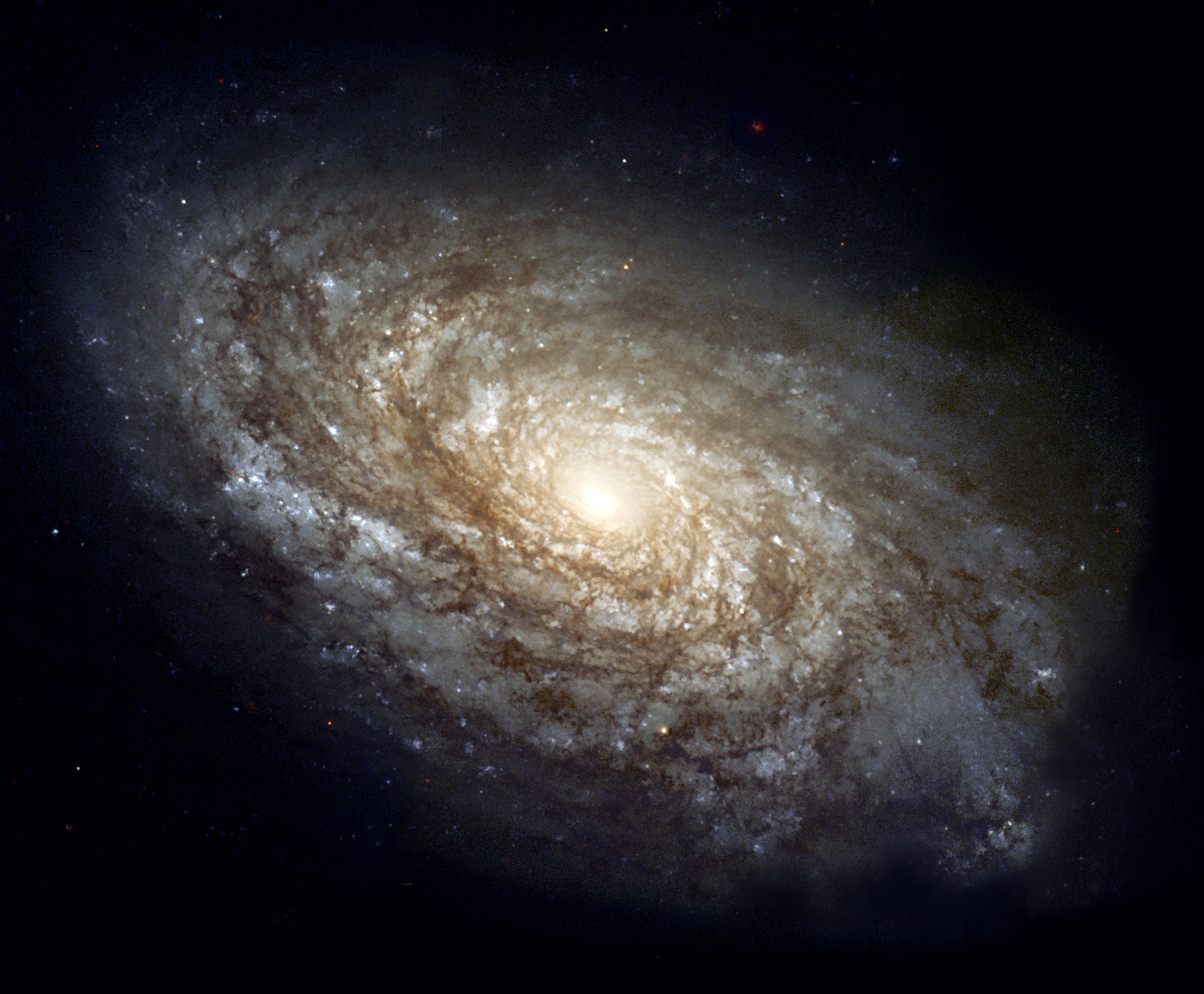
NGC 4414, спіральна галактика в сузір'ї Волосся Вероніки діаметром близько 17 000 парсеків, що розташована на відстані близько 20 мегапарсеків від Землі

Гала́ктика (дав.-гр. Γαλαξίας — «молочний») — система зір, міжзоряного газу, пилу та темної матерії, поєднаних силою тяжіння. Слово походить від давньогрецького γαλαξίας — «молочний», що є посиланням на давньогрецьку назву галактики Чумацький Шлях, в якій міститься Сонячна система. 
Типові галактики налічують близько 100 мільярдів зірок, однак зустрічаються і карликові галактики з менш ніж 100 мільйонами зірок, і надгігантські зі 100 трильйонами зірок. Більшу частину маси типової галактики становить темна матерія, натомість на зорі й газові туманності припадає лише кілька відсотків загальної маси. В центрах багатьох галактик містяться надмасивні чорні діри. За видимою формою галактики поділяються на еліптичні, спіральні й неправильні.
Нашу галактику Чумацький Шлях можна спостерігати на небосхилі у вигляді довгої витягнутої смуги, густо вкритої зорями. Інші галактики дуже віддалені. Відстань до найближчих із них вимірюється в мегапарсеках, а до далеких — в одиницях космологічного червоного зміщення. Через віддаленість неозброєним оком на небі можна побачити лише чотири з них: туманність Андромеди (у північній півкулі), Велику і Малу Магелланові Хмари (у південній півкулі) та галактику М33 (у північній півкулі). Окремі зорі в інших галактиках уперше вдалося зафіксувати наприкінці XIX століття — це були яскраві транзієнти на кшталт нової S Андромеди (1885). Проте тоді ще не було відомо, що ці туманності є окремими галактиками. Лише після відкриття Габбла у 1920-х роках стало можливим цілеспрямовано виділяти окремі зорі за їхніми світловими характеристиками.
За оцінками, у видимому Всесвіті існує від 200 мільярдів до 2 трильйонів галактик. Більшість галактик мають діаметр від 1000 до 100 000 парсек (приблизно від 3000 до 300 000 світлових років) і розділені відстанями порядку мільйонів парсеків.
Галактики розподілені у Всесвіті нерівномірно. Більшість з них гравітаційно пов'язані в групи, скупчення та надскупчення. У найбільшому масштабі ці асоціації зазвичай організовані в стінки та нитки, оточені величезними войдами (пустотами). Чумацький Шлях є частиною Місцевої групи, яка входить до складу надскупчення Діви, а воно, своєю чергою, міститься в набагато більшій космічній структурі під назвою Ланіакея. 

## Етимологія
Слово «галактика» (від дав.-гр. γαλαξίας — «молочний», утворене з γάλα, род. відм. γάλακτος — «молоко», від праінд. кореня *galact-  – «молоко») спочатку вживалося на позначення світлої смуги на нічному небі, відомої як Молочний Шлях (грец. κύκλος γαλαξίας — «молочне коло»). Через латинське galaxias це слово потрапило до новоєвропейських мов. Етимологію слова Galaxias (Γαλαξίας) і його зв'язок з молоком (γάλα) розкривають два давньогрецьких міфи. Згідно з однією з легенд, Гера годувала грудьми Геракла, але, дізнавшись, що це дитя — не її син, а син Зевса від смертної жінки, відштовхнула немовля, і молоко, що розлилося по небу, стало Молочним Шляхом. Інша версія міфу пов'язана з Реєю, дружиною Кроноса, яка намагалася врятувати свого сина Зевса від пожирання батьком, і пролите молоко з її грудей також стало символом небесної смуги. 
З розвитком телескопічних спостережень у XVIII–XIX століттях туманні об'єкти вважалися невизначеними зоряними скупченнями. Деякі астрономи припускали, що так звані спіральні туманності можуть бути окремими зоряними системами, подібними до нашої. У той період виникли терміни «острівні всесвіти» або «зоряні острови». Однак після відкриттів на основі спостережень з більших телескопів, зокрема Галактики Андромеди, стало зрозуміло, що ці об'єкти є гравітаційно пов'язаними скупченнями мільярдів зір, розташованими за межами нашої зоряної системи. У зв'язку з цим термін «острівні всесвіти» поступився більш точному — «галактика».
Термін «галактика» у його сучасному науковому значенні вперше застосував Пітер Нікол у книзі «Зоряний Всесвіт: погляд на його упорядкування, рухи та еволюції» (англ. The Stellar Universe: view of its arrangements, motions and evolutions), опублікованій 1848 року. Попередні автори, а також його сучасники, описуючи небо за межами площини Молочного Шляху, використовували слово «nebula» (туманність) для позначення об’єкта, який ми зараз називаємо галактика.
Термін «галактика» належить до зоряної системи, а термін «Молочний шлях» до її світлої проєкції на небесну сферу. У сучасній астрономії галактику визначають як космічну систему, що складається із зір, міжзоряного газу, пилу та темної матерії.

## Історія вивчення галактик

### Чумацький Шлях

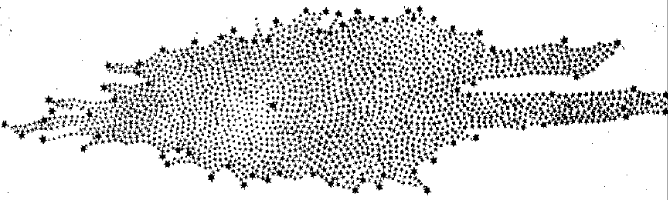
Форма Чумацького Шляху, оцінена на основі підрахунку зір Вільямом Гершелем у 1785 році; вважалося, що Сонячна система знаходиться поблизу центру.

Грецький філософ Демокріт (450–370 рр. до н. е.) припустив, що яскрава смуга на нічному небі, відома як Чумацький Шлях, може складатися з далеких зір.  Водночас Арістотель (384–322 до н. е.) вважав, що Чумацький Шлях виник внаслідок «запалювання вогняного видихання деяких зір, які були великими, численними та розташованими близько одна до одної», і що «запалювання відбувається у верхній частині атмосфери, в в області Світу, яка безперервно пов’язана з рухом небесних тіл». Філософ-неоплатонік Олімпіодор Молодший (прибл. 495 рр. н. е.) критикував ці припущення, стверджуючи, що якщо Чумацький Шлях розташований в підмісячній сфері (між Землею та Місяцем), він повинен виглядати по-різному в різний час і місцях на Землі та мати паралакс, якого він насправді не мав. На його думку, Чумацький Шлях був небесним.
Арабський астроном Ібн аль-Хайсам (965–1037) зробив першу спробу спостерігати та виміряти паралакс Чумацького Шляху. Він визначив, що «оскільки Чумацький Шлях не має паралакса, він має бути віддаленим від Землі та не належати до атмосфери». Перський астроном аль-Біруні (973–1048) припустив, що галактика Чумацький Шлях є «сукупністю незліченних фрагментів природи туманних зір». В XII столітті андалузький астроном Авемпас припустив, що вона складається з багатьох зір, які майже торкаються одна одної, і виглядає як безперервне зображення через ефект заломлення від підмісячної речовини, посилаючись на своє спостереження сполучення Юпітера та Марса як доказ того, що це відбувається, коли два об'єкти знаходяться поруч. У XIV столітті сирійський філософ Ібн Кайїм аль-Джаузія припустив, що галактика Чумацький Шлях є «міріадом крихітних зір, розташованих разом у сфері нерухомих зір».
Фактичний доказ того, що Чумацький Шлях складається з зір, з'явився 1610 року, коли італійський астроном Галілео Галілей використав телескоп для його вивчення та виявив, що він складається з величезної кількості слабких зір. 1750 року англійський астроном Томас Райт у своїй праці «Оригінальна теорія, або нова гіпотеза Всесвіту» (англ. An Original Theory or New Hypothesis of the Universe) припустив, що Всесвіт може бути тілом, що обертається та складається з величезної кількості зір, які утримуються разом гравітаційними силами, подібно до Сонячної системи, але в набагато більшому масштабі, і що отриманий диск зір можна спостерігати як смугу на небі через перебування Сонячної системи в ньому. У своєму трактаті 1755 року Іммануїл Кант детальніше розкрив ідею Райта про структуру Чумацького Шляху.
Вільям Гершель 1785 року вперше описав форму Чумацького Шляху шляхом підрахунку кількості зір у різних областях неба. Він створив діаграму форми галактики з Сонячною системою, розташованою близько до центру. 1795 року, спостерігаючи планетарну туманність NGC 1514, він виразно побачив у її центрі окрему зорю, оточену туманною речовиною. Існування справжніх туманностей, таким чином, не підлягало сумніву, і не було необхідності вважати, що всі туманні плями — далекі зоряні системи. Використовуючи вдосконалений підхід, Каптейн у 1920 році дійшов зображення невеликої (діаметром близько 15 кілопарсеків) еліпсоїдної галактики із Сонцем поблизу центру. Інший метод Гарлоу Шеплі, заснований на каталогізації кулястих скупчень, призвів до радикально іншої картини: плоский диск діаметром приблизно 70 кілопарсеків, а Сонце далеко від центру. В обох аналізах не враховувалося поглинання світла міжзоряним пилом, присутнім у галактичній площині. Але після того, як Роберт Джуліус Трюмплер кількісно визначив цей ефект у 1930 році, вивчаючи розсіяні скупчення, виникла сучасна картина галактики Чумацький Шлях. 

### Відмінність від інших туманностей

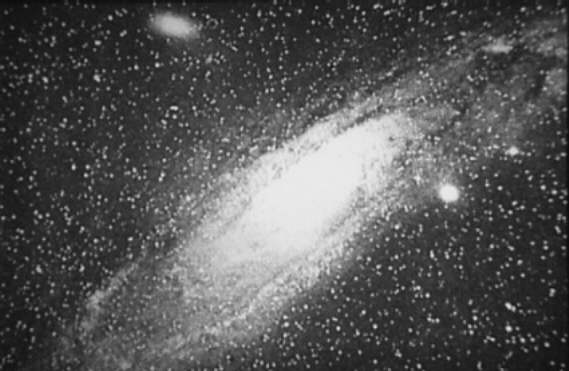
Фотографія «Великої туманності Андромеди» Айзека Робертса, 1899 рік, пізніше ідентифікованої як галактика Андромеди

Кілька галактик за межами Чумацького Шляху видно на нічному небі неозброєним оком, зокрема галактика Андромеди, Велика Магелланова Хмара, Мала Магелланова Хмара та галактика Трикутника. У X столітті перський астроном Абд аль-Рахман ас-Суфі зробив найдавнішу зафіксовану ідентифікацію галактики Андромеди, описавши її як «маленьку хмару». 964 року він, ймовірно, згадував Велику Магелланову Хмару у своїй «Книзі нерухомих зір», описуючи її, як «Аль-Бакра південних арабів», оскільки при схиленні близько 70° на південь її не було видно з його місця спостереження. Європейцям Магелланова Хмара стала добре відома лише після подорожі Магеллана у XVI столітті. Галактику Андромеди пізніше незалежно від інших відзначив Симон Маріус 1612 року.  
1734 року філософ Емануїл Сведенборг у своїх «Початках» висловив припущення, що за межами Всесвіту можуть існувати інші галактики, сформовані в галактичні скупчення, які є крихітними частинами Всесвіту, що простягаються далеко за межі видимого. Вчені вважають погляди Сведенборга «надзвичайно близькими до сучасних поглядів на космос». 1745 року П'єр Луї Мопертюї висунув гіпотезу, що деякі об'єкти, подібні до туманностей, є сукупністю зір з унікальними властивостями, включаючи джети, які виробляють самі зорі, і повторив думку Йоганна Гевелія про те, що яскраві плями були масивними та сплющеними через своє обертання. 1750 року Томас Райт правильно припустив, що Чумацький Шлях — це сплющений диск зір, і що деякі туманності, видимі на нічному небі, можуть бути окремими «Чумацькими Шляхами».  
Ближче до кінця XVIII століття Шарль Мессьє склав каталог, що містив 109 найяскравіших небесних об'єктів, які виглядають туманними. Згодом Вільям Гершель склав каталог із 5000 туманностей. 1845 року лорд Росс дослідив туманності, каталогізовані Гершелем, і спостерігав спіральну структуру об'єкта Мессьє M51, відомого зараз як галактика Вир.   
1912 року Весто М. Слайфер провів спектрографічні дослідження найяскравіших спіральних туманностей, щоб визначити їхній склад. Слайфер виявив, що спіральні туманності мають високі доплерівські зсуви, а отже рухаються зі швидкістю, що перевищує швидкість зір, які він виміряв. Він також виявив, що більшість цих туманностей віддаляються від нас.   

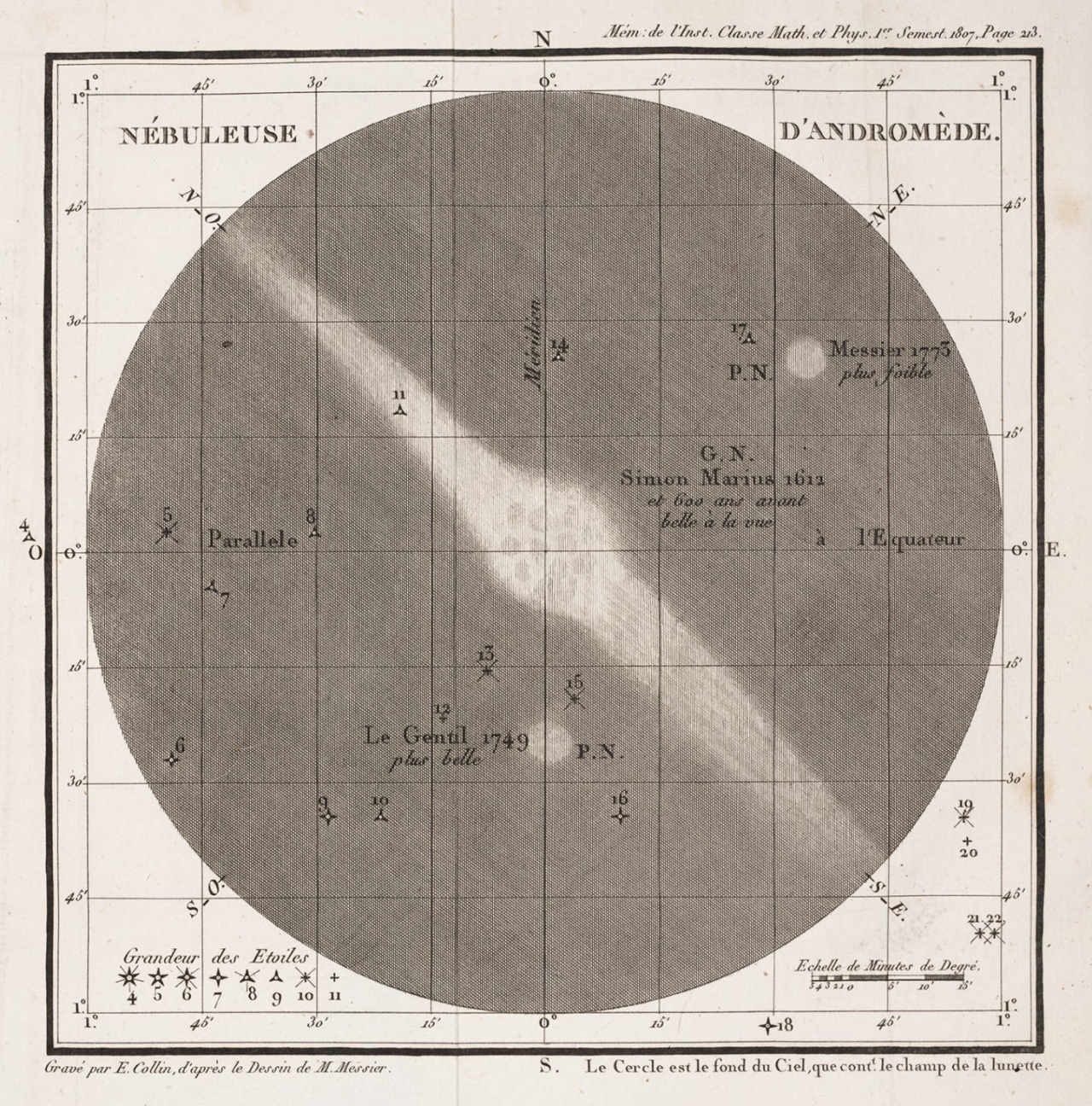
Об'єкт M31, галактика Андромеда. Рисунок Мессьє

1917 року Гібер Дуст Кертіс спостерігав нову зорю S Андромеди у «Великій туманності Андромеди», як тоді називали галактику Андромеди, об'єкт Мессьє M31. Шукаючи фотографічні дані, він знайшов ще 11 нових зір. Кертіс помітив, що ці нові зорі були в середньому на 10 зоряних величин тьмянішими за ті, що виникли в межах цієї галактики. В результаті він зміг оцінити відстань у 150 000 парсеків. Він став прихильником так званої гіпотези «острівних всесвітів», яка стверджує, що спіральні туманності насправді є незалежними галактиками.
1920 року відбулася так звана Велика суперечка, дебати між Гарлоу Шеплі та Гібером Кертісом щодо природи Чумацького Шляху, спіральних туманностей та розмірів Всесвіту. Щоб підтвердити своє твердження про те, що Велика туманність Андромеди є зовнішньою галактикою, Кертіс зазначив появу темних смуг, які нагадують пилові хмари в Чумацькому Шляху, а також значний доплерівський зсув.  
1922 року естонський астроном Ернст Епік визначив відстань, підтвердивши теорію про те, що туманність Андромеди справді є далеким позагалактичним об'єктом. Використовуючи новий 100-дюймовий телескоп в обсерваторії Маунт-Вілсон, Едвін Габбл зміг розрізнити зовнішні частини деяких спіральних туманностей як сукупності окремих зір та ідентифікував деякі змінні цефеїди. Це дозволило йому оцінити відстань до туманностей: вони були занадто далекі, щоб бути частиною Чумацького Шляху. У 1926 році Габбл створив класифікацію галактичної морфології, яка використовується й в сучасності.   

### Багатохвильове спостереження
Досягнення в астрономії завжди були зумовлені технологіями. Після століть успіхів в оптичній астрономії, за останні десятиліття спостерігається значний прогрес в дослідженні електромагнітних спектрів. 
Пил, що присутній у міжзоряному середовищі, більш видимий в далекому інфрачервоному діапазоні, ніж у видимому світлі, що може бути використано для детального спостереження внутрішніх областей гігантських молекулярних хмар та галактичних ядер. Інфрачервоне випромінювання також використовується для спостереження далеких галактик із червоним зсувом, які утворилися набагато раніше. Водяна пара та вуглекислий газ поглинають низку інформативних частин інфрачервоного спектру, тому для інфрачервоної астрономії використовуються висотні або космічні телескопи. 
Перше невізуальне дослідження галактик, зокрема активних галактик, проведено за допомогою радіочастот. Атмосфера Землі майже прозора для радіохвиль у діапазоні 5 МГц та 30 ГГц. Іоносфера блокує сигнали нижче цього діапазону. Для картографування активних струменів, що випромінюються активними ядрами, використовувалися великі радіоінтерферометри.
Ультрафіолетові та рентгенівські телескопи можуть спостерігати високоенергетичні галактичні явища. Ультрафіолетові спалахи іноді спостерігаються, коли зоря у далекій галактиці розривається приливними силами сусідньої чорної діри. Розподіл гарячого газу в галактичних скупченнях можна картографувати за допомогою рентгенівських променів. Існування надмасивних чорних дір у ядрах галактик підтверджено за допомогою рентгенівської астрономії. 

### Сучасні дослідження

Крива обертання спіральної галактики Мессьє 33 (жовті та сині точки з смугами похибки) та передбачена на основі розподілу видимої матерії (сіра лінія). Розбіжність між двома кривими можна пояснити додаванням гало темної матерії, що оточує галактику.

1944 року Гендрік ван де Гульст передбачив, що мікрохвильове випромінювання з довжиною хвилі 21 см можна буде виявити з міжзоряного атомарного газоподібного водню, а 1951 року це було спостережено. Це випромінювання не залежить від поглинання пилом, тому його доплерівський зсув можна використовувати для картографування руху газу в цій галактиці. Ці спостереження призвели до гіпотези про бар в центрі цієї галактики. Завдяки вдосконаленим радіотелескопам водень також можна було б простежити в інших галактиках. У 1970-х роках Віра Рубін виявила розбіжність між спостережуваною швидкістю обертання галактик і тією, що передбачається видимою масою зір і газу. Сьогодні вважається, що проблема обертання галактики пояснюється наявністю великої кількості невидимої темної матерії.  
Починаючи з 1990-х років, космічний телескоп «Габбл» дав змогу покращити спостереження. Його дані допомогли встановити, що темна матерія в галактиці не може складатися виключно з суттєво слабких і малих зір.  Глибоке поле Габбла, надзвичайно довга експозиція відносно порожньої частини неба, надало докази того, що у видимому всесвіті існує близько 125 мільярдів галактик. Удосконалені технології виявлення спектрів, невидимих для людини (радіотелескопи, інфрачервоні камери та рентгенівські телескопи), дозволяють виявляти інші галактики, які не виявляються Габблом. Зокрема, дослідження в Зоні уникання (ділянка неба, що блокується Чумацьким Шляхом на довжинах хвиль видимого світла) виявили низку нових галактик. 
У дослідженні 2016 року під керівництвом Крістофера Конселіса з Ноттінгемського університету проаналізовано багато джерел даних, щоб оцінити, що видимий Всесвіт (до z=8) містить щонайменше два трильйони галактик, тобто в 10 разів більше, ніж безпосередньо спостерігається на зображеннях Габбла. Пізніші спостереження за допомогою космічного зонда «Нові горизонти» з-за меж зодіакального світла виявили менше космічного оптичного світла, ніж Конселіс, хоча все ще свідчать про те, що прямі спостереження пропускають галактики.  

## Формування та еволюція

### Формування
Сучасні моделі формування галактик у ранньому Всесвіті базуються на моделі ΛCDM. Приблизно через 300 000 років після Великого Вибуху почали формуватися атоми водню та гелію в процесі, відомому як рекомбінація. Майже весь водень був нейтральним (неіонізованим) і активно поглинав світло, а зорі ще не утворилися. Через це цей період називають «темними віками». Саме із флуктуацій щільності (або анізотропних нерівностей) у первісній речовині почали з’являтися більші структури. Унаслідок цього маси баріонної речовини почали конденсуватися всередині гало холодної темної матерії. Ці первинні структури дозволили газам конденсуватися в протогалактики — великі газові хмари, що були попередниками перших галактик.
Коли газ падає в гравітаційне поле гало темної матерії, його тиск і температура зростають. Щоб продовжити конденсацію, газ повинен випромінювати енергію. Цей процес був повільним у ранньому Всесвіті, де домінував водень у вигляді атомів і молекул, які є неефективними випромінювачами порівняно з важчими елементами. У міру того як газові скупчення збираються, утворюючи обертові диски, температура і тиск продовжують зростати. У деяких ділянках диска щільність стає достатньо високою для утворення зір.
Коли протогалактики почали формуватися та скорочуватися, у них з’явилися перші зорі гало, відомі як зорі Популяції III. Вони складалися з первісного газу, майже повністю водню та гелію. Випромінювання перших зір нагріває залишковий газ, сприяючи подальшому утворенню зір; ультрафіолетове випромінювання від першого покоління зір реіонізувало навколишній нейтральний водень у розширюваних сферах, які з часом охопили весь Всесвіт — подію, відому як реіонізація. Наймасивніші зорі колапсують у потужних вибухах наднових, викидаючи важкі елементи («метали») у міжзоряний простір. Цей вміст металів включається до складу зір Популяції II.
Теоретичні моделі раннього формування галактик були підтверджені та уточнені численними й різноманітними складними астрономічними спостереженнями . Фотометричні спостереження зазвичай потребують спектроскопічного підтвердження через велику кількість механізмів, що можуть вводити систематичні помилки. Наприклад, фотометричне спостереження з високим червоним зміщенням (z ~ 16) телескопа Джеймса Вебба (англ. James Webb Space Telescope, JWST) пізніше було уточнене до z ~ 5. Незважаючи на це, підтверджені спостереження JWST та інших обсерваторій накопичуються, що дозволяє систематично порівнювати ранні галактики з прогнозами теорії.
Докази існування окремих зір Популяції III у ранніх галактиках виявляються ще більш складними для отримання. Навіть, здавалося б, підтверджені спектроскопічні дані можуть мати інше походження. Наприклад, астрономи повідомляли про спостереження випромінювання HeII як ознаку зір Популяції III у галактиці Cosmos Redshift 7 із червоним зміщенням z = 6,60. Проте подальші спостереження виявили металеві емісійні лінії, OIII, що не узгоджуються з характером зір ранньої галактики.

### Еволюція
Коли зорі починають утворюватися, випромінювати енергію і в деяких випадках вибухати, процес формування галактик стає дуже складним, залучаючи взаємодії гравітаційних сил, випромінювання та теплової енергії. Багато деталей цього процесу досі недостатньо зрозумілі.
Протягом мільярда років після формування галактики починають з’являтися ключові структури. Формуються кулясті скупчення, центральна надмасивна чорна діра та балдж із малометалічних зір Популяції II. Створення надмасивної чорної діри відіграє ключову роль у регулюванні росту галактик, обмежуючи загальну кількість додаткової речовини, що приєднується. Під час цього раннього етапу галактики переживають потужний спалах зореподібної активності.
Протягом наступних двох мільярдів років накопичена речовина осідає в галактичний диск. Галактика продовжує поглинати матерію з падаючих високошвидкісних хмар і карликових галактик протягом усього свого існування. Ця речовина здебільшого складається з водню та гелію. Цикл народження та загибелі зір поступово збільшує вміст важких елементів, що зрештою дозволяє формування планет.

## Спостереження
Найважливіші інтегральні характеристики галактик (екстремальні значення опущені):
| Параметр                                        | Основний метод вимірювання                                                                                    | Інтервал значень | Приблизне значення для нашої галактики |
| ----------------------------------------------- | --- | ---------------- | -------------------------------------- |
| Діаметр D25                                     | Фотометрія | 5—50 кпк         | 30 кпк                                 |
| Радіальна шкала диску R0                        | Фотометрія | 1—7 кпк          | 3 кпк                                  |
| Товщина зоряного диску                          | Фотометрія дисків, що спостерігаються «з ребра»                                                               | 0,3—1 кпк        | 0,7 кпк                                |
| Світність                                       | Фотометрія | 107—1011 Lʘ      | 5× 10 Lʘ                               |
| Маса М25 у межах D25                            | Вимірювання швидкостей газу та/або зір за ефектом Доплера                                                     | 107—1012 Mʘ      | 2× 1011 Mʘ                             |
| Відносна маса газу Mgas/M25 у межах D25         | Вимірювання інтенсивностей ліній нейтрального і молекулярного водню                                           | 0,1—30 %         | 2 %                                    |
| Швидкість обертання зовнішніх областей галактик | Вимірювання швидкостей газу та/або зір за ефектом Доплера                                                     | 50—300 км/с      | 220 км/с (для Сонця)                   |
| Період обертання зовнішніх областей галактик    | Вимірювання швидкостей газу та/або зір за ефектом Доплера                                                     | 108—109 років    | 2× 108 років (для Сонця)               |
| Маса центральної чорної діри                    | Вимірювання швидкостей зір і газу поблизу ядра; емпірична залежність від центральної дисперсії швидкостей зір | 3× 105—3× 109 Mʘ | 4× 106 Mʘ                              |

### Відстані
Для вимірювання відстаней до галактик існує система шкали космічних відстаней. У ній використовується арсенал індикаторів відстаней, які послідовно калібрують та застосовують до зростаючих масштабів.
Важливими індикаторами відстані в астрономії є стандартні свічки. У ролі стандартних свічок (індикаторів відстаней) для місцевої групи (до 10 Мпк) виступають цефеїди, зорі типу RR Ліри та яскраві червоні гіганти. Для галактик сусідніх скупчень, таких як скупчення Діви (50—200 Мпк), відстані вимірюють за допомогою планетарних туманностей, флуктуацій яскравості галактик та розподілу світності кулястих зоряних скупчень. Для віддаленіших спіральних галактик (200—1000 Мпк) використовують наднові типу Ia та співвідношення Таллі—Фішера, а для далеких еліптичних галактик — співвідношення D-σ. До найдальших галактик (>1000 Мпк), що формують великомасштабну структуру Всесвіту, використовують закон Хаббла.
Для цих об'єктів абсолютна зоряна величина вважається відомою, а видима може бути виміряна зі спостережень. Таким чином, фотометрична відстань може бути визначена як:
{\displaystyle D=10^{0.2*(m-M)+1}},
де D — фотометрична відстань, m — видима зоряна величина об'єкта, M — абсолютна зоряна величина.
Фотометрична відстань також фігурує в законі Габбла-Леметра:
{\displaystyle ~R={\frac {c\,z}{H_{0}}}},
де z — червоне зміщення спектральних ліній, c — швидкість світла, H0 — стала Габбла, а R — відстань в парсеках.
Від фотометричної відстані можна перейти до метричної, за допомогою співвідношення:
{\displaystyle ~R={\frac {D}{1+z}}}.
Визначення відстаней до далеких об'єктів залежить від вибору космологічної моделі.

### Основні спостережувані частини галактик
Основні спостережувані частини галактик включають:
1. Зорі (різної маси й різного віку), частина яких розташована в скупченнях.
2. Компактні залишки зір, які проеволюціонували.
3. Холодне міжзоряне середовище, що складається з газу і пилу.
4. Розріджений гарячий газ із температурою 105—106 К.
5. Надмасивна чорна діра (НМЧД) у центрі галактики, яка сильно впливає на її динаміку та еволюцію.

Газопилове середовище й зорі складаються з атомів, і їхню сукупність називають баріонною матерією галактики. До небаріонної включають масу темної матерії й масу чорних дір. Темна матерія вносить значний внесок в розподіл маси в галактиках, чим ускладнює їх дослідження.

### Швидкість обертання галактик
Під швидкістю обертання галактики мається на увазі швидкість обертання різних компонент галактики навколо її центру. Ця швидкість — це сумарна швидкість, отримана в ході різних процесів. Швидкість обертання галактики слід відрізняти від «кругової швидкості» Vc, яка обумовлена тільки силою гравітації й за визначенням дорівнює швидкості тіла, яке під дією сили тяжіння рухається по колу. Натомість швидкість обертання в загальному випадку обумовлена також радіальним градієнтом тиску P міжзоряного газу.
{\displaystyle V^{2}=R\left({\frac {\partial \Phi }{\partial R}}+{\frac {\nabla P}{\rho _{g}}}\right)=V_{c}^{2}+R{\frac {\nabla P}{\rho _{g}}}}
де Φ — гравітаційний потенціал, а ρg — густина газу.
Безпосередньо одержувана зі спостережень швидкість — це сума швидкості руху цілої галактики й швидкості внутрішнього руху. Зазвичай швидкість галактики в цілому (V0) ототожнюється зі швидкістю руху центральної ділянки. Для далеких галактик ця швидкість обумовлена габблівським розширенням Всесвіту.
Швидкість, отримана після врахування швидкості руху галактики як цілого, це променева швидкість (швидкість уздовж променя зору, Vr), і для обчислення швидкості обертання галактики на даній відстані необхідно врахувати ефекти проєкції. Для цього необхідно знати кут нахилу осі галактики до променя зору i, а також кут φ між великою віссю галактики й прямою, що проходить через центр галактики та точку спостереження. Таким чином, щоб перейти від Vr до Vφ, необхідно знати п'ять параметрів: швидкість руху галактики V0, кути i та φ, дві координати центру галактики (відносно будь-якої точки зображення).
Якщо галактика виглядає осесиметричною, то задача спрощується, оскільки кути орієнтації та положення центру можна обчислити за розподілом яскравості диска. Якщо щілину спектрографа розташувати уздовж її великої осі, можна отримати:
{\displaystyle ~V_{\phi }(R)={\frac {|V_{0}-V_{r}(l)|}{\sin {i}}}},
де l — відстань від центру галактики уздовж щілини. Однак найповнішу інформацію про рух в галактиці дає аналіз поля швидкостей — сукупності вимірів променевої швидкості для багатьох точок на диску галактики. Для отримання поля швидкостей застосовують двовимірну спектроскопію. Зазвичай застосовується або багатоканальний приймач, або інтерферометр Фабрі — Перо. Радіоспостереження газу в областях HII також дозволяють отримати двовимірну картину розподілу швидкості в галактиці.

### Маса й розмір
Галактики не мають чітких меж. Не можна точно сказати, де закінчується галактика та починається міжгалактичний простір. Наприклад, якщо в оптичному діапазоні галактика має один розмір, то визначений за радіоспостереженнями міжзоряного газу радіус галактики може виявитися в десятки разів більшим. Від розміру залежить і вимірювана маса галактики. Зазвичай під розміром галактики розуміють фотометричний розмір ізофоти 25-ї зоряної величини на квадратну кутову секунду в фільтрі B. Стандартне позначення такого розміру — D25.
Маса дискових галактик оцінюється за кривою обертання в рамках певної моделі. Вибір оптимальної моделі галактики спирається як на форму кривої обертання, так і на загальні уявлення про структуру галактики. Для грубих оцінок маси еліптичних галактик необхідно знати дисперсію швидкостей зір залежно від відстані до центру та радіальний розподіл густини.
Маса холодного газу в галактиці визначається за інтенсивністю лінії H I. Якщо реєстрована густина потоку випромінювання від галактики або будь-якої її частини рівні Fν, то відповідна маса дорівнює:
{\displaystyle M_{HI}\approx 2\cdot 10^{5}M_{\bigodot }D^{2}\int _{\nu }F_{\nu }(\nu )d\nu },
де D — відстань у мегапарсеках, густина спектрального {\displaystyle F_{\nu }} виражена у янських.
Оцінка маси молекулярного газу досить складна, оскільки лінії H2 у спектрі холодного газу відсутні. Тому вихідними даними є інтенсивності спектральних ліній молекули CO (ICO). Коефіцієнт пропорційності між інтенсивністю випромінювання CO і його масою залежить від металічності газу. Але найбільша невизначеність пов'язана з малопрозорістю хмари: через неї основна частина світла, випромінювана внутрішніми областями, поглинається самою хмарою, таким чином, до спостерігача доходить світло лише від поверхні хмар.

### Спектр галактики
Спектр галактик складається з випромінювання всіх частин її об'єктів. Спектр середньостатистичної галактики має два локальних максимуми. Основне джерело випромінювання — це зорі, максимум інтенсивності випромінювання більшості з яких лежить в оптичному діапазоні (перший максимум). Зазвичай в галактиці багато пилу, який поглинає випромінювання в оптичному діапазоні й перевипромінює його в інфрачервоному діапазоні. Так утворюється другий максимум в інфрачервоній області. Якщо світність в оптичному діапазоні прийняти за одиницю, то спостерігається наступна залежність між джерелами та типами випромінювання:
| Діапазон       | Відносна світність | Основні джерела випромінювання                                                                         |
| -------------- | ------------------ | --- |
| Гамма          | <10−4              | Активні ядра деяких галактик; джерела, що дають поодинокі короткі сплески (гамма-сплески)              |
| Рентгенівський | 10−3—10−4          | Акреційні диски тісних подвійних систем; гарячий газ; активні ядра                                     |
| Оптичний       | 1                  | Зорі різної температури; навколозоряні пилові диски у ближній ІЧ області; емісійне випромінювання газу |
| Дальний ІЧ     | 0,5—2              | Міжзоряний пил, нагрітий світлом зір; в деяких галактиках активні ядра і пил                           |
| Радіо          | 10−2—10−4          | Синхротронне випромінювання; теплове випромінювання областей H II, емісійні лінії H I                  |

### Проблема темного гало

Крива обертання дискової галактики. A — без урахування прихованої маси, B — спостережувана

Якщо основна маса галактик міститься в зорях, то, знаючи співвідношення маса—світність і припускаючи, що воно не дуже змінюється з радіусом, густину речовини в галактиці можна було б оцінити за яскравістю зоряного населення. За такими міркуваннями, ближче до свого краю галактика тьмяніє і, відповідно, середня густина зір падає, а тому зменшується і швидкість обертання зір. Однак криві обертання галактик, що спостерігаються, свідчать про кардинально іншу картину: починаючи з якогось моменту швидкості обертання зір аномально високі для густини, що отримується із залежності маса—світність. Пояснити високу швидкість зір на краю диска можна, припустивши, що на великих відстанях від центру галактики основну роль відіграє маса, що виявляє себе виключно через гравітаційну взаємодію.
Незалежним чином можна дійти до висновку про наявність прихованої маси, якщо оцінювати загальну масу виходячи з умови стійкості зоряного диска. Виміри швидкості руху супутників масивних галактик змушують припускати, що розмір темного гало в декілька разів більший, ніж оптичний діаметр галактики.
Масивні темні гало виявлено в галактиках всіх типів, але в різних пропорціях відносно світної речовини.

## Склад

Схема спіральної галактики, вид у профіль

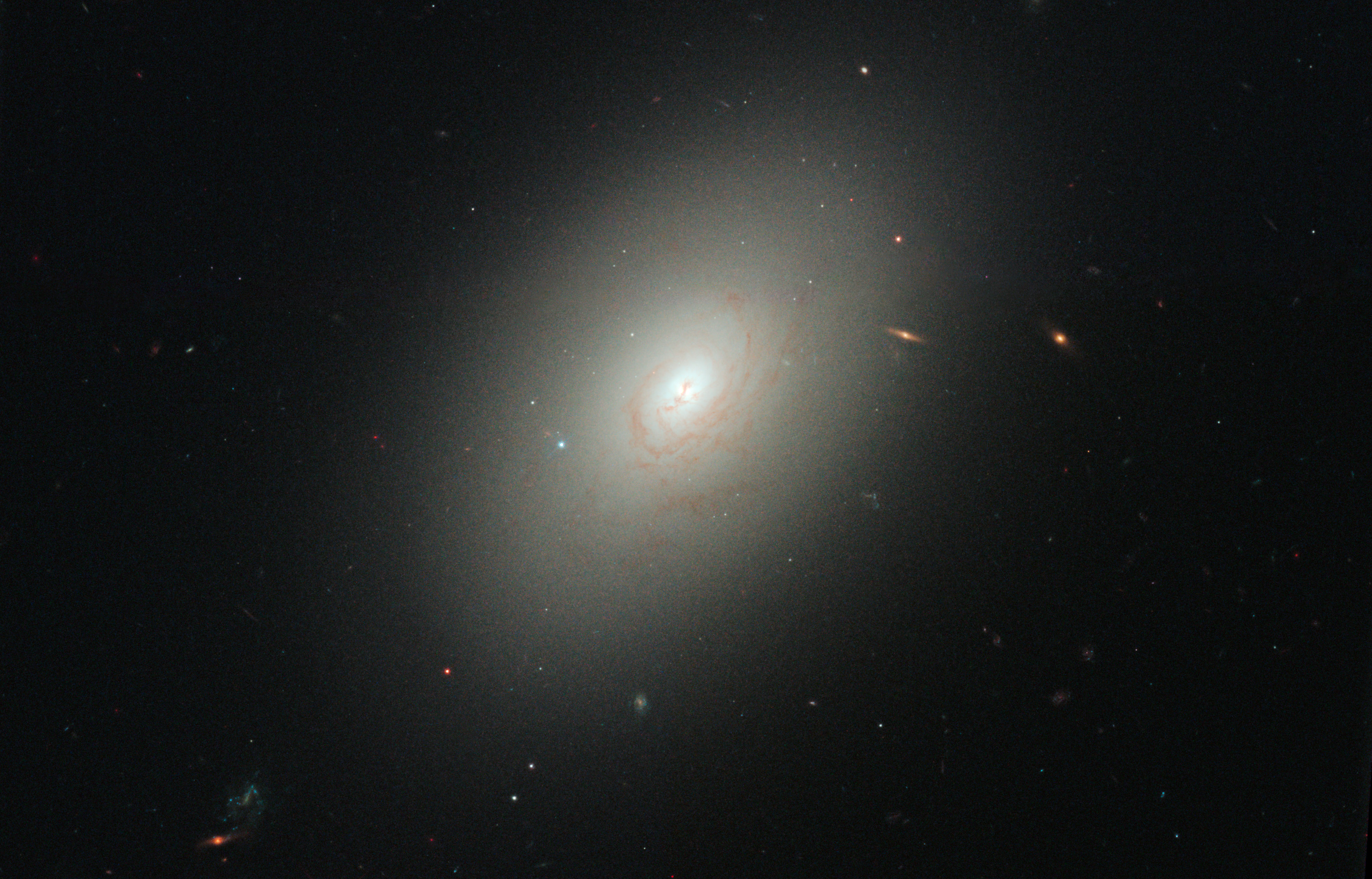
Еліптична галактика (NGC 4150)

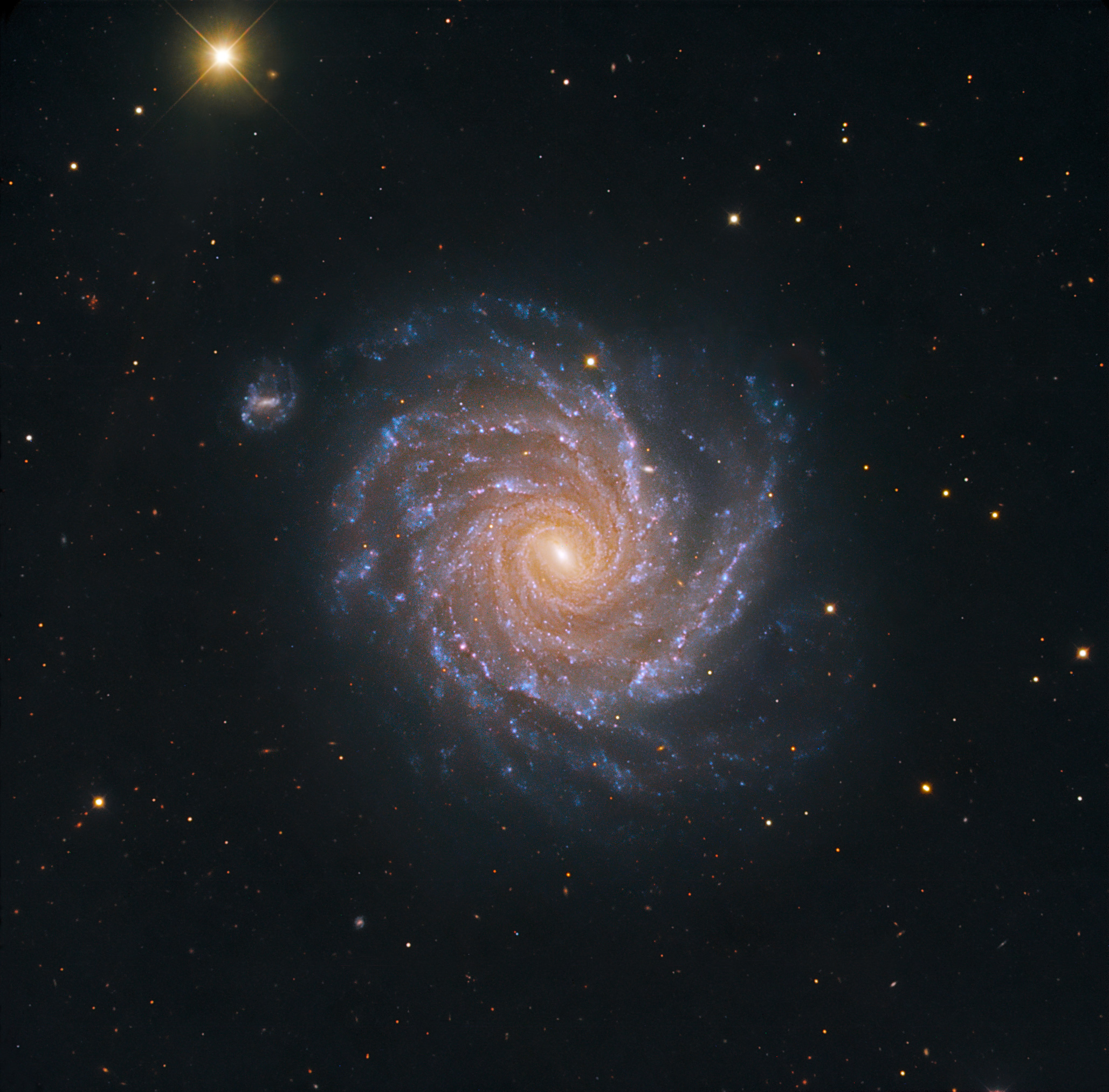
Спіральна галактика (NGC 1232)

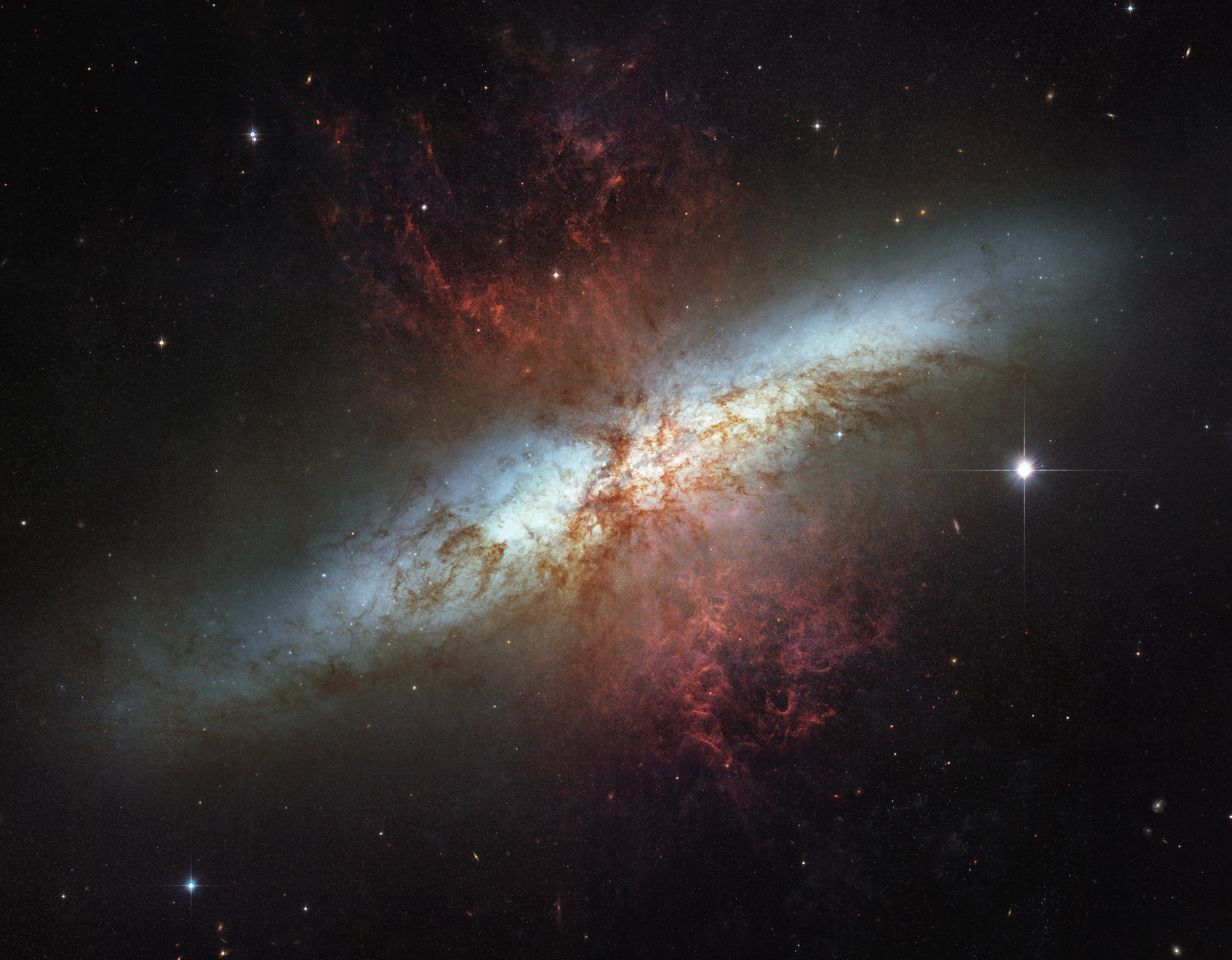
Неправильна галактика M82

Ядро — вкрай мала область в центрі галактики. Коли мова заходить про ядра галактик, то найчастіше говорять про активні ядра галактик, де процеси не можна пояснити властивостями сконцентрованих у них зір.
Диск — відносно тонкий шар, в якому сконцентровано більшість об'єктів галактики. Він містить зорі, газ та пил.
Полярне кільце — рідкісний компонент. У класичному випадку галактика з полярним кільцем має два диски, що обертаються в перпендикулярних площинах. Центри цих дисків збігаються. Причина виникнення полярних кілець не є повністю обґрунтована.
Спіральні рукави — це яскраві смуги в диску спіральних галактик, де багато молодих зір і газу. Вони утворюються через хвилі підвищеної густини, які стискають газ і запускають зореутворення.
Перемички (бари) — це витягнуті зоряні структури в центрі деяких спіральних галактик. Вони спрямовують газ у центральні області, що може активувати ядро або створювати нові зорі.

Класифікація галактик, яку 1936 року запропонував Едвін Габбл.

## Класифікація
Докладніше: Класифікація Габбла
Галактики бувають спіральні, еліптичні й неправильні.
Класифікація Габбла — це схема морфологічної класифікації галактик Всесвіту, яку запропонував 1926 року Едвін Габбл. Відтоді запропоновано розгорнутіші системи класифікації, однак, класифікація Габбла досі є актуальною.
- E0-E7 — галактики з еліптичною структурою, що характеризуються чіткою симетрією розташування зір при відсутності спостережуваного ядра. Наявна в назві цифра показує ступінь ексцентриситету: галактики E0 мають правильну кулясту форму, тоді як E7 довгі та сплюснуті[120][121]. Це число є показником спостережуваної форми галактики (у проєкції на досліджувану площину), а не справжньої її форми (у просторі), що часто заважає визначенню морфології[122].
- S0 — галактики з лінзоподібною структурою, що мають форму диска з чітко окресленою центральною опуклістю (балджем), однак у них не спостерігаються спіральні рукави[123].

- Sa, Sb, Sc, Sd — галактики зі спіральною структурою, що мають у своєму складі балдж і зовнішній диск у поєднанні з рукавами. Літера визначає ступінь щільності розташування рукавів. У випадку з галактиками, які мають спіральну структуру, розмір їхнього балджа і товщина рукавів зменшуються «зліва направо», а концентрація пилу при цьому підвищується[124].

- SBa, SBb, SBc — галактики зі спіральною структурою і баром[125]. У структурі галактик такого виду можна спостерігати яскравий бар, який перетинає балдж та з'єднує його з рукавами, що розходяться[124].
- Irr — собою галактики неправильної форми, які не підпадають ні під який з існуючих класів[126]. Галактики виду Irr I мають залишки спіральної структури, а види галактик Irr II демонструють абсолютно неправильну форму[127].Зіткнення галактик NGC 4676Активна гігантська еліптична галактика M87. З центру галактики виривається релятивістський струмінь (джет).

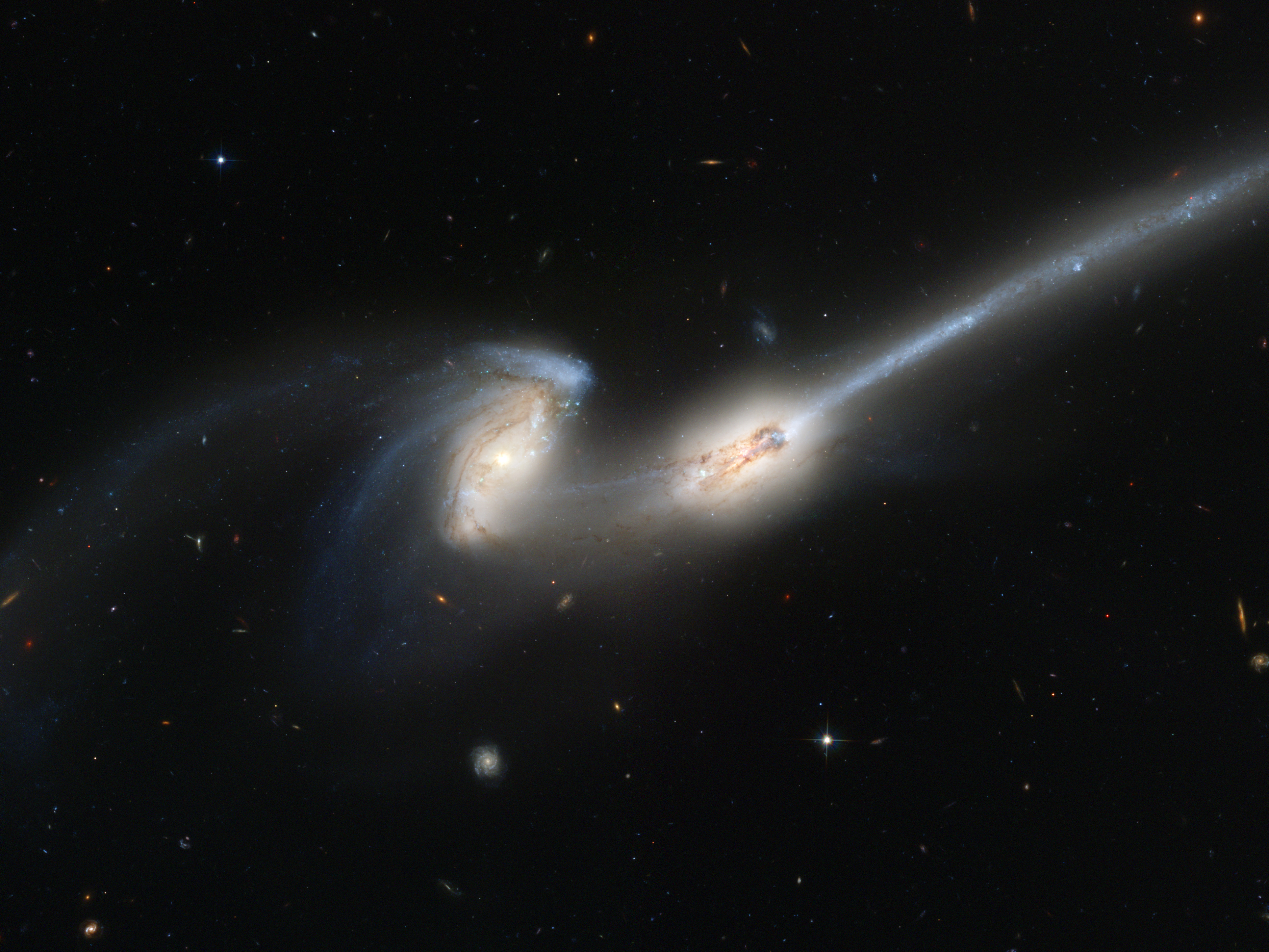
Зіткнення галактик NGC 4676

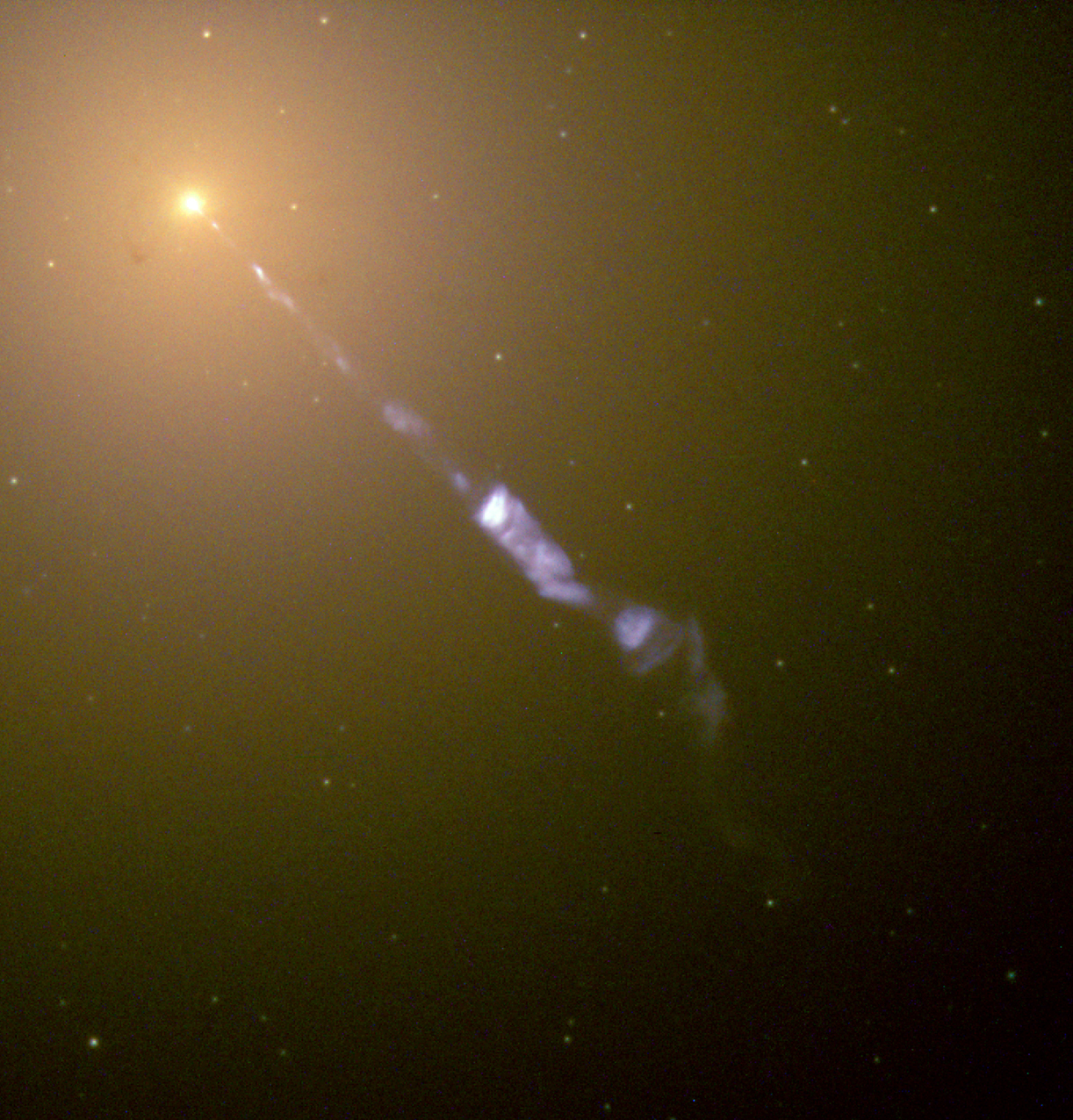
Активна гігантська еліптична галактика M87. З центру галактики виривається релятивістський струмінь (джет).

- d — карликові галактики. Це маленькі за розмірами галактики, які складаються з декількох мільярдів зір[128] (така кількість зір є дуже малою в порівнянні з нашою Галактикою, яка налічує від ста до чотирьохсот мільярдів зір[129]). 
  - Карликові еліптичні галактики (dE) — нагадує еліптичні галактики[130].
  - Карликові сфероїдальні галактики (dSph) — різновид dE, тільки відрізняється низькою поверхневою яскравістю[130]. Їхня форма є більш сферичною, ніж еліптичною.
  - Карликові неправильні галактики (dIr) — має неправильну форму, їхні властивості подібні до властивостей більших неправильних галактик[130].
  - Карликові блакитні компактні галактики (dBCG або BCD) — має у своїй структурі ознаки активного зореутворення[131].
  - Ультракомпактні карликові галактики (UCD) — галактики дуже маленьких розмірів[132].

Як Габбл припускав, процес розвитку відбувається від галактик з еліптичною структурою до галактик зі спіральною структурою. Надалі галактики з еліптичною структурою стали називати раннім класом, а галактики зі спіральною структурою — пізнім. 

### Галактики-супутники
Галактика-супутник — це менша галактика-компаньйон, яка рухається по зв'язаних орбітах у межах гравітаційного потенціалу більш масивної та світної галактики. Галактики-супутники та їхні складові пов'язані зі своєю галактикою-господарем так само, як планети Сонячної системи гравітаційно пов'язані з Сонцем. Хоча більшість галактик-супутників є карликовими галактиками, галактики-супутники великих скупчень галактик можуть бути набагато масивнішими.
Галактики-супутники зазвичай ведуть бурхливе життя через свою хаотичну взаємодію як з більшою галактикою-господарем, так і з іншими супутниками. Наприклад, галактика-господар здатна порушувати роботу галактик-супутників, що обертаються навколо них, через припливний та напірний тиск . Ці екологічні ефекти можуть усунути велику кількість холодного газу з галактик-супутників (тобто палива для зореутворення ), і це може призвести до того, що галактики-супутники стануть неактивними в тому сенсі, що вони перестануть утворювати зірки. 

## Процеси

### Взаємодія галактик
Якщо середня відстань між галактиками стає порівняною з їх діаметром, то істотними стають припливні впливи галактик. Якщо відстань велика (у порівнянні з розмірами галактик), але також великий і час прольоту двох галактик поблизу одна одної, то масивніша галактика може перетягнути міжгалактичний газ, що оточує сусідню галактику, тим самим позбавивши її джерел поповнення внутрішніх запасів міжзоряного газу, що бере участь при формуванні зір.
Якщо відстань є меншою, є можливість того, що масивніший компонент разом з міжгалактичним газом перетягне на себе й темне гало галактики, залишивши її фактично без темної матерії. Особливо часто таке трапляється у разі великої різниці в масах галактик. Також якщо відстань невелика, як невеликий і час взаємодії, то в галактиках виникне періодична зміна густини газу, що слугуватиме причиною спалаху зореутворення і появи спіральних гілок.
Злиття галактик може відбуватися при зіткненні двох (або більше) галактик. Вони є найбільш «жорстоким» типом взаємодії галактик. Гравітаційна взаємодія між галактиками та тертя між газом і пилом мають великий вплив на галактики, що беруть участь, але точні наслідки таких злиттів залежать від широкого спектру параметрів, таких як кути зіткнення, швидкості та відносний розмір, склад, і зараз є надзвичайно активною областю досліджень. Злиття галактик важливе, оскільки швидкість злиття є фундаментальним вимірюванням еволюції галактик, а також дає астрономам підказки про те, як галактики перетворилися на свої поточні форми протягом тривалих періодів.
Орбітальний телескоп «Габбл» 2006 року сфотографував взаємодіючі галактики, дві з яких завдяки гравітаційному впливу розривають третю на частини (сузір'я Південної Риби, на відстані 100 мільйонів світлових років від Землі).
Зіткнення галактик є досить поширеним явищем у Всесвіті. У результаті аналізу 21 902 галактик з'ясовано, що практично всі вони в минулому зіштовхувалися з іншими галактиками. Також телескопом Gaia виявлено, що менше, ніж 3 мільярди років тому відбулося зіткнення Чумацького Шляху з іншою галактикою.

### Активні ядра
Галактичні ядра мають ознаки активності, якщо:
1. спектр електромагнітного випромінювання об'єкта значно ширший, ніж спектр звичайних галактик; іноді охоплює діапазон від радіо- до жорсткого гамма-випромінювання;
2. спостерігається «змінність» — зміна «потужності» джерела випромінювання в точці спостереження (як правило, це відбувається з періодом від 10 хвилин в рентгенівському діапазоні до 10 років в оптичному і радіо діапазонах);
3. є особливості спектра випромінювання, за якими можна зробити висновок про велику швидкість переміщення гарячого газу;
4. є видимі морфологічні особливості, в тому числі викиди та «гарячі плями»;
5. є особливості спектра випромінювання та його поляризації, за якими можна припустити наявність магнітного поля.

Галактики з активними ядрами поділяються на сейфертівські галактики, квазари, лацертиди, радіогалактики.
За сучасними уявленнями, активність ядер галактик пояснюється існуванням в їх ядрах надмасивних чорних дір, на які відбувається акреція галактичного газу. Відмінність типів галактик з активними ядрами пояснюється відмінністю кута нахилу площини галактики відносно до спостерігача.

### Згасання галактик
Згасання галактик відбувається від центру до периферії через кілька причин. Серед них — велика кількість чорних дір у центральній частині, що впливають на середовище, зменшення надходження холодного газу з міжгалактичного простору, який є паливом для утворення нових зір, а також процес викидання зір із галактики, відомий як «випаровування». Це явище полягає в тому, що зорі можуть отримувати достатню швидкість, щоб покинути гравітаційне поле галактики через внутрішні взаємодії, динамічні збурення або ефекти, пов’язані з активністю ядра галактики. Викидання зір сприяє втраті маси галактики та уповільненню її зореутворення.

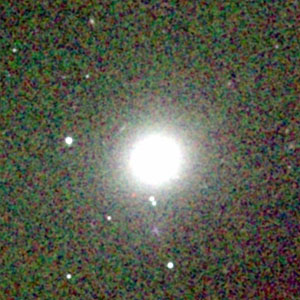
E0: M89
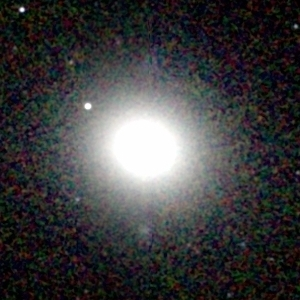
E1: M105
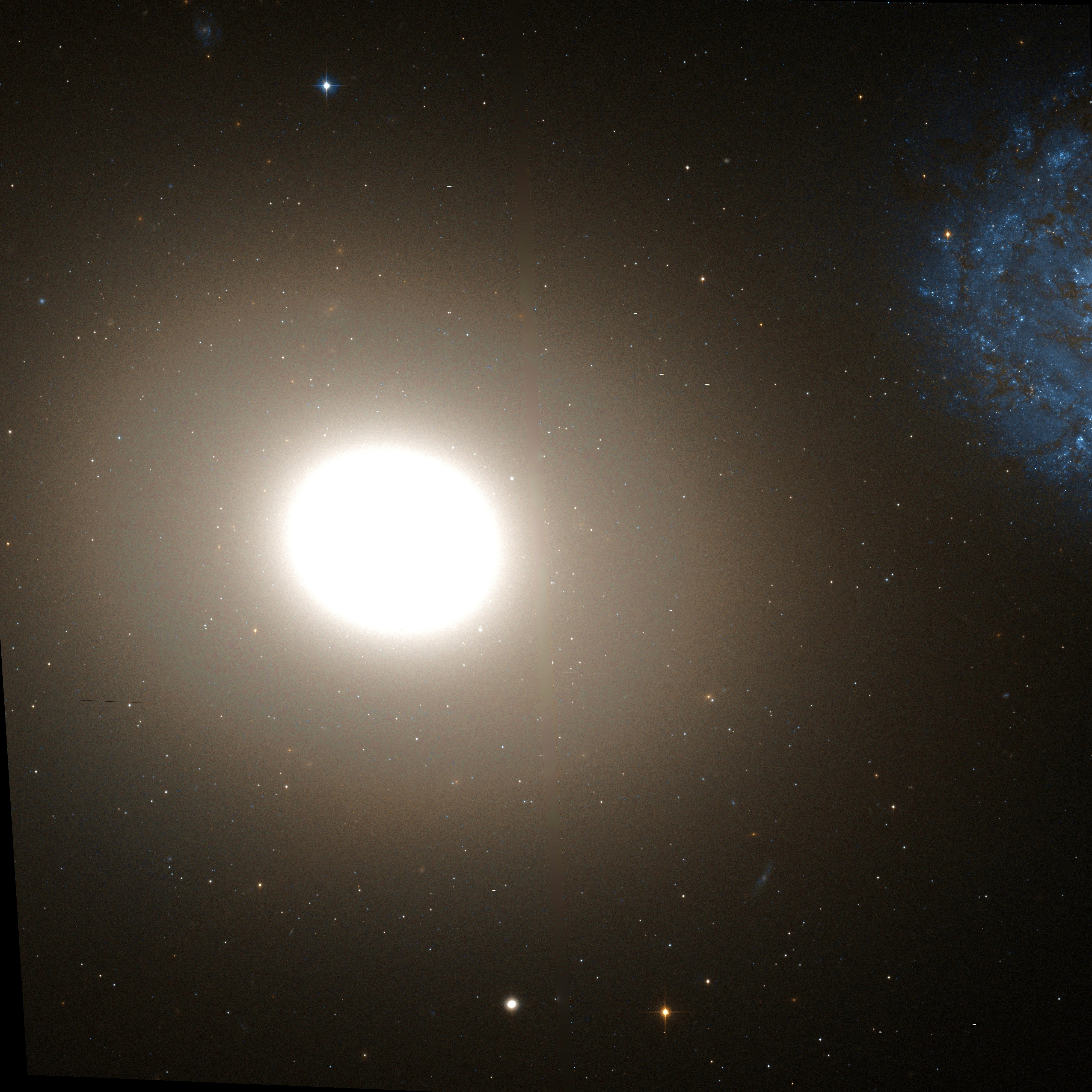
E2: M60
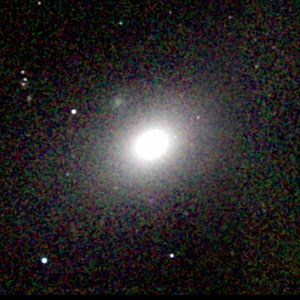
E3: M86
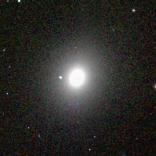
E4: M49
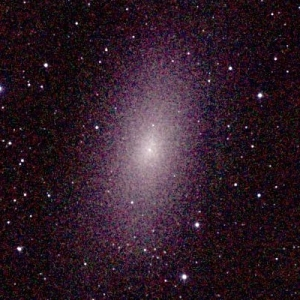
E6: M110
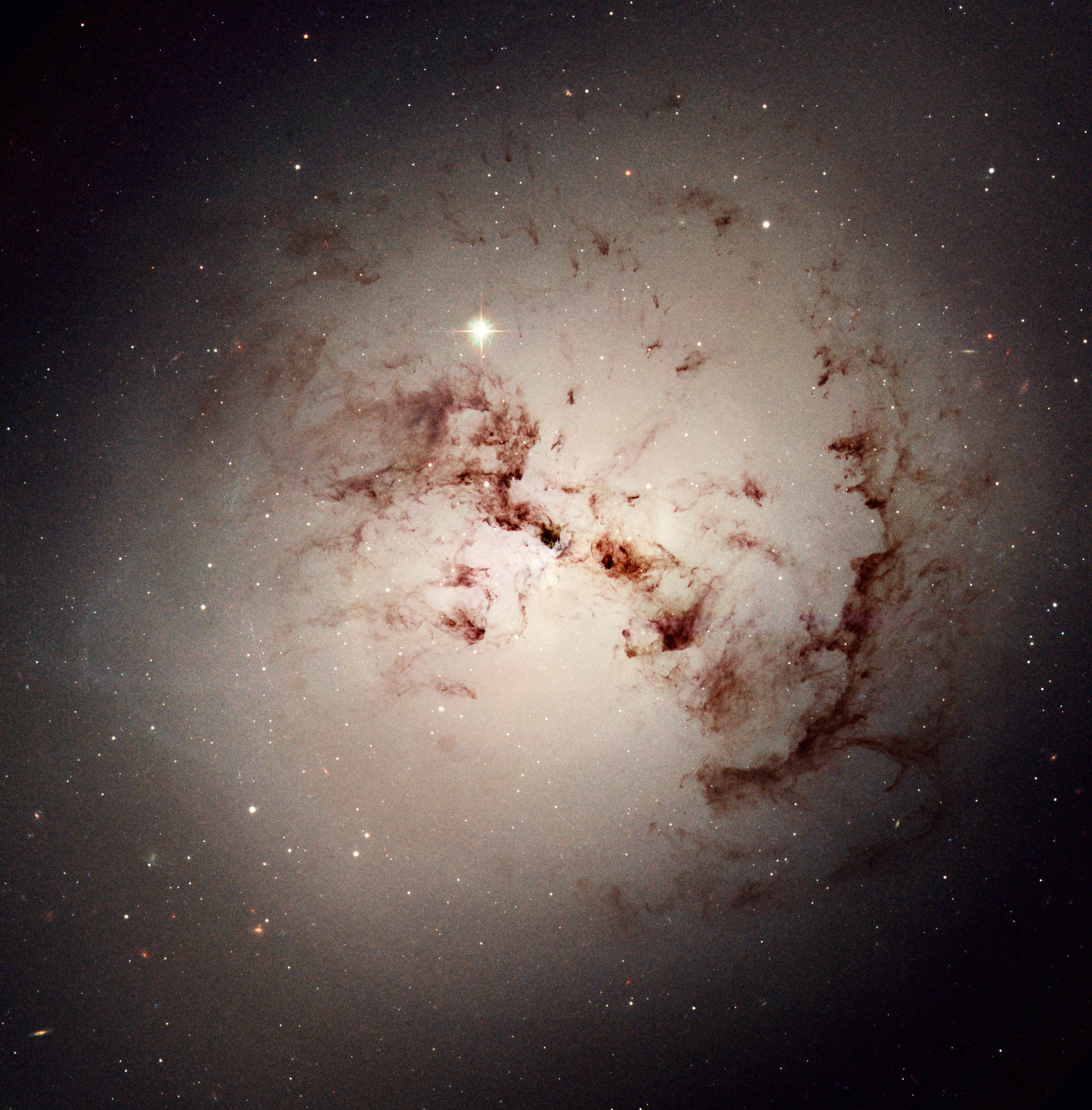
S0: NGC 1316
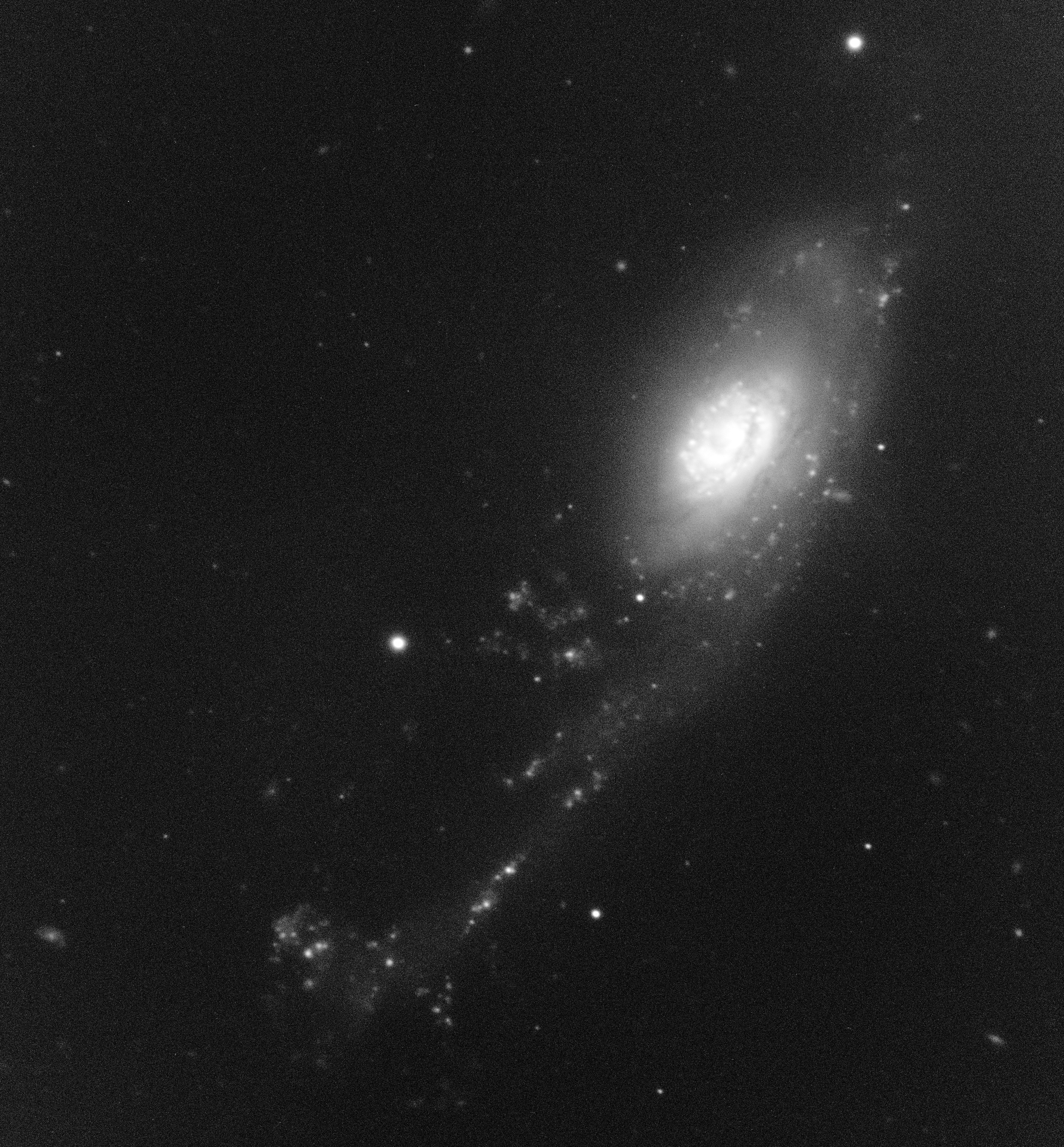
Sa: NGC 92
Sc: M51
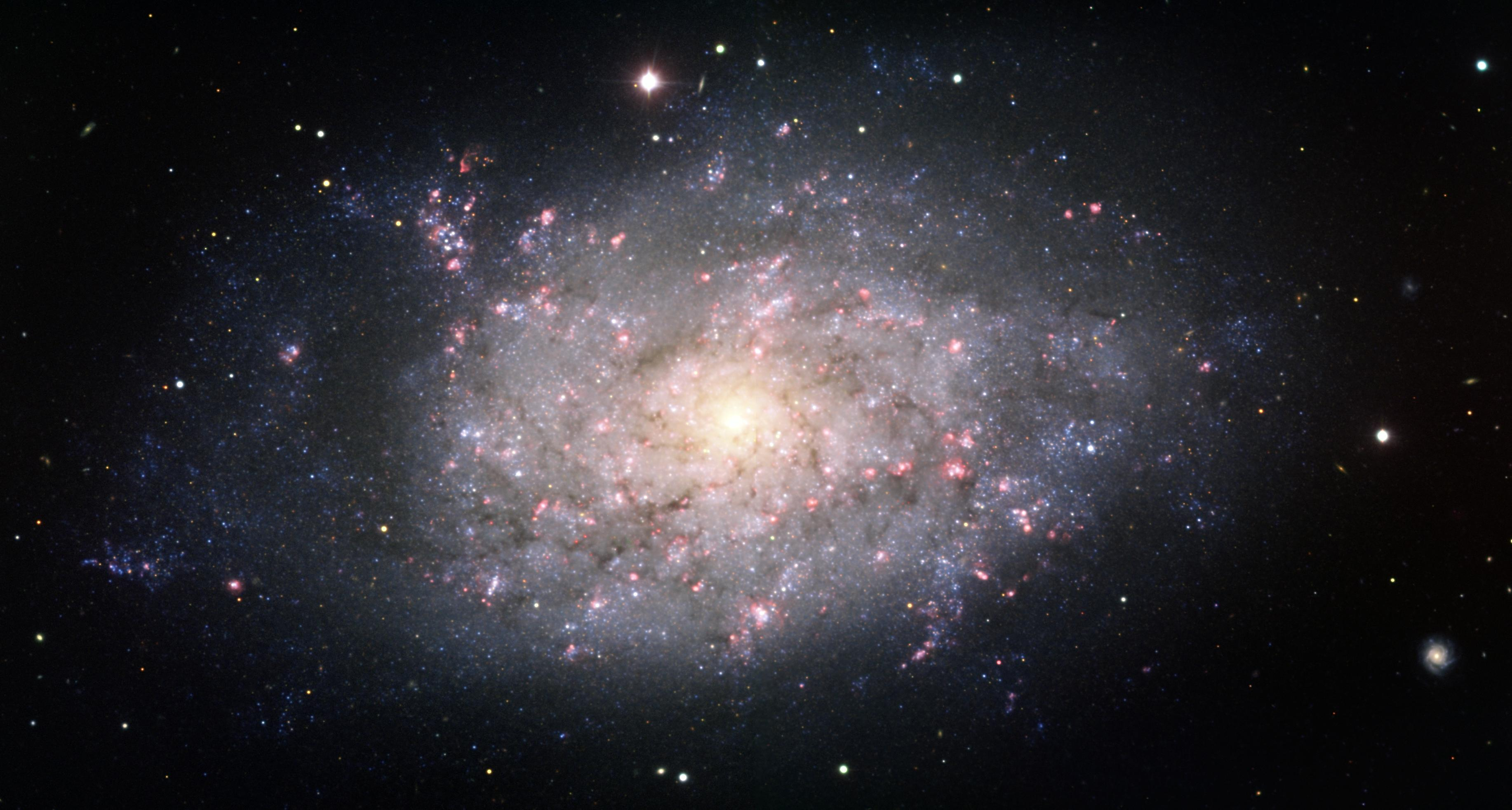
Sd: NGC 7793
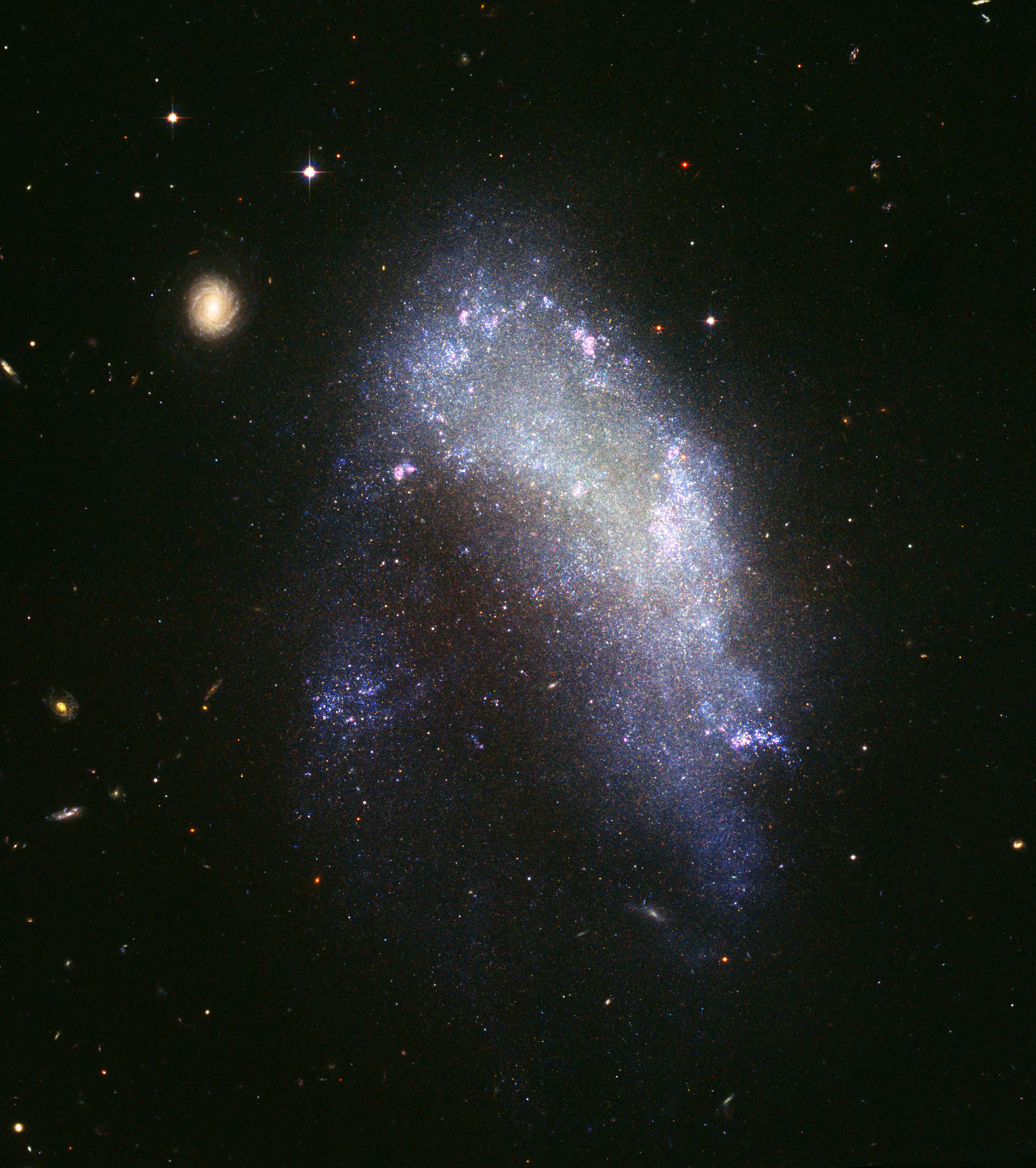
Irr:NGC 1427
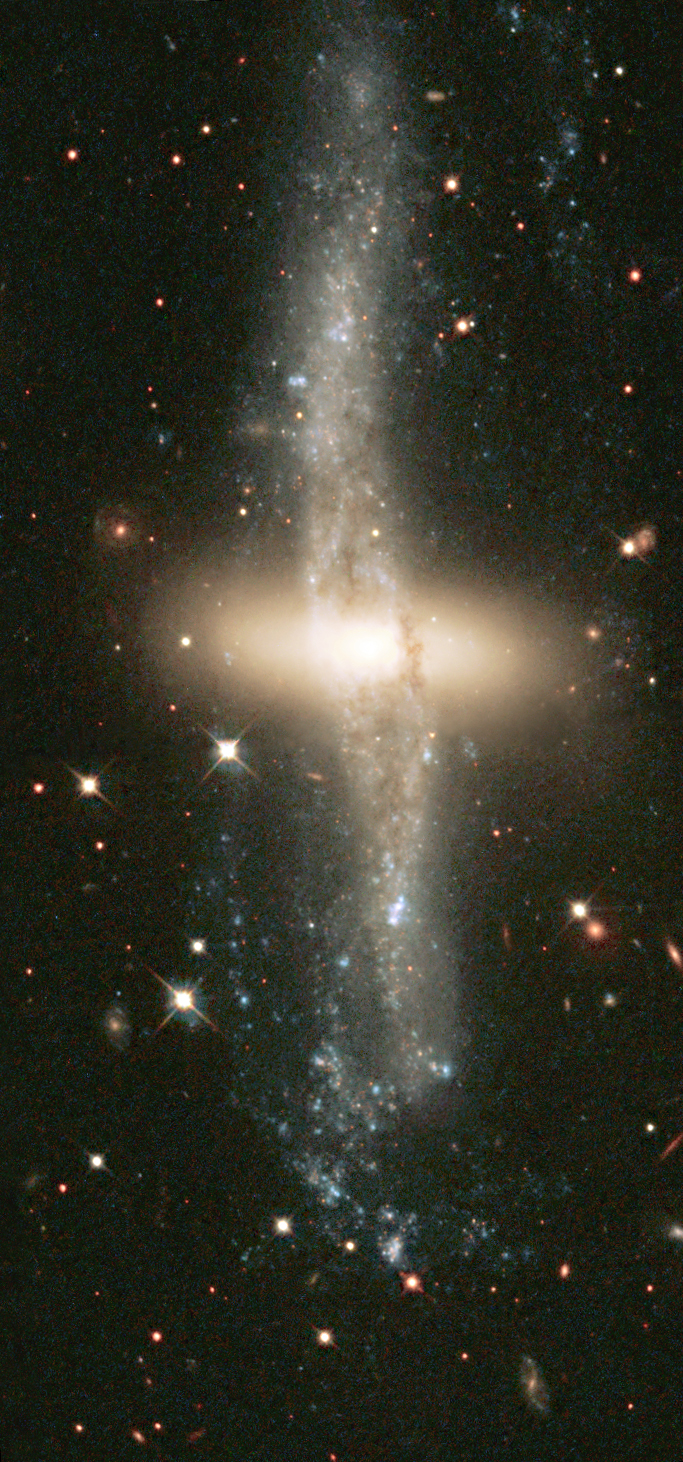
NGC 4650A